# منتخب بلجيكا الأولمبي لكرة القدم
منتخب بلجيكا الأولمبي لكرة القدم (بالفرنسية: Équipe de Belgique olympique de football)‏ هو ممثل بلجيكا الرسمي في المنافسات الدولية في كرة القدم في الألعاب الأولمبية
.